# Philippe Fehmiu
Philippe Fehmiu est un animateur de télévision du Québec, au Canada. Il fut pendant plusieurs années à la barre de l'émission Le Lab, diffusé à VOX. Pendant les années 1990 et 2000 il fut animateur radio sur les ondes de CKOI et CKMF. Il est depuis 2012 animateur de l’émission Via Fehmiu les ondes d’Espace Musique, chaîne radio de la Société Radio-Canada.  Du lundi au vendredi de 12h00 à 15h00, il y diffuse de la musique de tous genres, allant du jazz à la musique du monde.  
Il a été VJ à MusiquePlus de 1993 à 1999. Il a ensuite animé plusieurs années une émission sur les nouvelles technologies sur Ztélé. Il a aussi été animateur des quotidiennes de la première saison de la télé-réalité Loft Story sur le réseau TQS.
M. Fehmiu travaille aussi à un documentaire destiné à Radio-Canada qui s'intitule Descendants d'esclaves, lequel s'intéresse aux descendants de ces Africains de l'Ouest débarqués ici, en sol canadien, pour travailler comme esclaves. « Il y a beaucoup d'Afro-Canadiens qui sont des bâtisseurs du pays. À l'école, on ne fait que commencer à en parler dans les cours d'histoire. Moi, je veux que les jeunes ados noirs et métissés sentent qu'ils ont leur place ici », dit-il. Philippe Fehmiu agit sur ce projet, initié par Kojak Productions de Moncton, à titre d'interviewer et de coscénariste. « On va rencontrer au-delà d'une trentaine d'intervenants dans les villes de Halifax, Vancouver, Moncton, Calgary et de Saint-Arnaud, au Québec... bref, partout où se trouvent les descendants d'esclaves », précise-t-il.  Le film aura la première en février 2008 à Montréal.
Entre 2017 et 2019, il entretient une relation amoureuse très médiatisée avec l'animatrice Pénélope McQuade.

## Sources
- Site - Animateurs - Espace Musique - Philippe Fehmiu
- « Site officiel - Le Lab »(Archive.org • Wikiwix • Archive.is • Google • Que faire ?)